# Agrón (kommunhuvudort)
Agrón är en kommunhuvudort i Spanien.   Den ligger i provinsen Granada och regionen Andalusien, i den södra delen av landet, 400 km söder om huvudstaden Madrid. Agrón ligger 1 051 meter över havet och antalet invånare är 300.
Terrängen runt Agrón är kuperad. Runt Agrón är det glesbefolkat, med 8 invånare per kvadratkilometer. Närmaste större samhälle är Las Gabias, 18,3 km nordost om Agrón. Omgivningarna runt Agrón är i huvudsak ett öppet busklandskap.